# Claude Pierre de St. Paul
Graf Claude Pierre de St. Paul (auch: Klaudius Peter, * vor 1665 in Frankreich; † 11. Juni 1745 in Dresden) war königlich sächsischer General der Kavallerie und Ritter des St.-Heinrichs-Ordens.
Er stand schon lang in sächsischen Diensten und kämpfte am 1. Mai 1703 als Oberst in der Schlacht bei Pultusk. Dort geriet er verwundet in Gefangenschaft, wurde aber noch vor Ende des Jahres gegen einige schwedische Offiziere ausgetauscht. Er kämpfte danach in Polen, Brabant, Holstein und Pommern. Im Jahr 1710 erhielt er das Dragoner-Regiment Schulenburg, wurde zum Generalmajor und am 27. November 1714 zum Generalleutnant befördert. Er hatte sein Dragoner-Regiment bis zum Frieden von 1717 geführt. Das Regiment wurde anschließend mit dem Regiment Milckau zusammengelegt und dem Oberst Birkholz übergeben. St. Paul lebte danach am Hof in Dresden. Am 11. April 1733 wurde er dann noch General der Kavallerie. 1734 erhielt er wegen seines Alters seinen Abschied. Aber 1736 erhielt er als einer der Ersten auch den St.-Heinrichs-Orden. Er starb 1745 über 80-jährig in Dresden und wurde im böhmischen  Kloster Mariaschein in Bohosudov beigesetzt. 
Er war mit Johanna Dorothea Elisabeth Brandt von Lindau, Tochter von Benno Friedrich Brand von Lindau Die Ehe blieb kinderlos. Der General vererbte sein Vermögen dem Kronprinzen.